# ضاوية (تريم)
'
ضاوية هي إحدى قرى عزلة تريم بمديرية تريم التابعة لمحافظة حضرموت، بلغ تعداد سكانها 80 نسمة حسب تعداد اليمن لعام 2004.